# Міріам Хащевацька
Міріам Хащевацька народилася в листопаді 1924 року в Радомсько, Польща, в сім'ї Давида Хащевацького та Сари Левіт (уродженої Зельвер). У неї був молодший брат Нахум, який народився у квітні 1929 року під час свята Песах. Її батько, Давид, переїхав до Радомсько з Волині на початку 1920-х років, щоб уникнути життя під радянською владою. У Радомсько він одружився з Сарою Зельвер, хасидською єврейкою та вихователькою дитячого садка. Давид заснував у місті єврейську школу, де Міріам була однією з його найкращих учениць
У грудні 1939 або січні 1940 року, після окупації Польщі нацистською Німеччиною, сім'я Хащевацьких була змушена переселитися до єврейського гетто в Радомсько. Попри заборони на освіту для євреїв, Міріам та її друзі продовжували навчання, використовуючи довоєнні польські підручники та відвідуючи підпільні заняття. Вона також допомагала матері в управлінні дитячим садком у гетто.
З 21 квітня 1941 року по 7 жовтня 1942 року Міріам вела щоденник, що складався з 27 записів, у яких вона описувала життя в гетто, новини про війну та переслідування євреїв. У записі від січня 1942 року вона згадує про вбивство своєї подруги німцями. У записі від 18 вересня 1942 року Міріам пише про депортацію євреїв до Аушвіца та Треблінки та їхнє знищення протягом трьох днів, а також про ліквідацію Варшавського гетто.
У своєму останньому записі від 7 жовтня 1942 року Міріам зазначає, що її батько планує сховати сім'ю в будівлі разом із понад 70 іншими євреями, переважно літніми та хворими людьми, після отримання інформації про заплановану ліквідацію гетто. Вона висловлює бажання взяти з собою щоденник, хоча сумнівається, що зможе продовжувати писати в умовах схованки.
Після цього події розгортаються трагічно. Батько Міріам, Давид, був застрелений німецьким жандармом на вулиці Дольна в Радомсько під час перших днів ліквідації гетто. Тіло її брата Нахума було знайдено після війни на єврейському кладовищі в Радомсько; ймовірно, він був серед багатьох мешканців гетто, розстріляних там. Міріам та її мати, Сара, після кількох днів переховування в туалеті, вирішили здатися поліції через виснаження та відсутність їжі. Згідно з деякими джерелами, їх було відправлено до Ченстохови, де вони загинули, хоча точні обставини їхньої смерті залишаються невідомими.
Щоденник Міріам є цінним свідченням життя в гетто та переживань молодої дівчини під час Голокосту. Він був опублікований посмертно в книзі «Children of Dust and Heaven» у 1978 році.